# Zennegatbrug
De Zennegatbrug is een vaste boogbrug voor fietsers en voetgangers over de Zenne bij het Zennegat. De brug werd op 22 juni 2012 in gebruik genomen en sluit aan op de Zennegatsluisbrug een 125 meter naar het oosten. Fietsers moesten voorheen 4,3 km omrijden. De brug werd in Puurs gebouwd door aannember Emotec. Ze werd ontworpen door het Frans-Oostenrijks architectenbureau Feichtinger Architectes in samenwerking met studiebureau Technum uit Gent.